# Mordejai Hod
Aluf (general) Mordejai “Mottie” Hod (28 de septiembre de 1926 - 29 de junio de 2003) fue el comandante de la Fuerza Aérea Israelí (FAI) durante la guerra de los Seis Días en 1967. Nacido durante el mandato británico de Palestina en el Kibutz Degania. Estudió agricultura en una universidad local antes de alistarse en el Ejército Británico en 1944, donde sirvió como conductor. Al finalizar la Segunda Guerra Mundial Hod se alistó a las fuerzas libertadoras del Palmach de la Haganá. Asistió a la Aliyah Bet, la inmigración ilegal judía, proveniente en su gran mayoría de Europa. Fue arrestado y encarcelado por dos semanas en Roma por participar en tales acciones.

## Carrera militar
Hod comenzó su carrera con vuelos de entrenamiento en Italia pero pronto fue enviado a Checoslovaquia. La Fuerza Aérea Israelí, recientemente creada, necesitaba modernos aviones de guerra y habían compraron varios Spitfires y Messerschmitts en este último país. Una vez comprados era necesario llevarlos a Israel y Hod, después de aprender a pilotarlos, acompañó a un grupo de aviadores en el vuelo de siete horas de duración, el 22 de diciembre de 1948.
Ya en Israel, la carrera de Hod en la Fuerza Aérea Israelí comenzó. A pesar de una cierta experiencia anterior de vuelo, Hod asistió a la Academia de vuelo de la FAI, y se graduó en su primera clase el 14 de marzo de 1949. Un año después fue enviado otra vez al extranjero, esta vez para aprender a volar el Gloster Meteor en Gran Bretaña, que sería el primer reactor de combate de Israel. A su regreso a Israel en 1951, Hod fue nombrado comandante de una escuadrilla de P-51 Mustang. Durante la crisis de Suez de 1956 Hod condujo varias misiones de rescate, incluyendo el envío de paracaidistas y cobertura aérea de las tropas terrestres. Una década después del conflicto Hod continuó ascendiendo en la FAI. Fue nombrado comandante en 1957 y, tres años más tarde, jefe de operaciones de la FAI. Apenas un año después, en 1961, Hod fue ascendido a comandante de personal de la Fuerza Aérea Israelí. Permanecería en este cargo hasta el 27 de abril de 1966, cuando ascendió a comandante general de la Fuerza Aérea Israelí.
Cuando llevaba poco más de un año en el puesto, Hod tuvo que hacer frente a un enorme reto. El presidente egipcio Gamal Abdel Nasser había cerrado el estrecho de Tiran, e Israel se enfrentaba a la posibilidad de una guerra contra Egipto, Jordania y Siria. Con la esperanza de mantener la ventaja de la sorpresa, Israel lanzó un ataque aéreo preventivo como comienzo de lo que más tarde se conocería como la guerra de los Seis Días en 1967. Hod, ayudado por el servicio de Inteligencia Mosad y Aman, decidió atacar, dejando solamente 12 aviones para defender Israel. El ataque tuvo éxito, aniquilando en pocas horas la mayor parte de las fuerzas aéreas de egipcias, jordanas y sirias. Esta superioridad aérea israelí aseguró el éxito para el resto de la guerra. Años de más tarde, en una entrevista, Hod describió los 45 minutos que duró la primera oleada de ataques aéreos con 183 aviones como “los 45 minutos más largos de mi vida”. Hod también tuvo que ocuparse del incidente del USS Liberty, en el cual un avión israelí atacó una nave americana en la costa de la península de Sinaí, matando a 34 marineros.
Durante la guerra de Desgaste entre Israel y Egipto, que duraría desde 1968 hasta 1970, Hod dirigió ataques aéreos cerca del canal de Suez así como ataques profundos dentro del territorio egipcio. También logró derribar un número importante de aviones de combate Mig pilotados por soviéticos que operaban en nombre de Egipto.
En abril de 1973, se retiró del servicio activo, apenas 6 meses antes de la guerra de Yom Kipur de 1973. Debido a la guerra fue requerido rápidamente y nombrado consejero del Comandante de la Fuerza Aérea Israelí, general Yitzhak Hofi, que estaba entonces a cargo de Comando Norte de Israel. Antes de pasarse a la vida civil, Hod realizó un trabajo para el gobierno como consultor de proyectos de defensa que lo convirtieron en ayudante del ministro de Defensa. 
Durante su carrera militar, Hod se casó con la sargento de las FAI, Penina con la cual tuvieron tres hijos.
Finalizada su carrera militar, Hod se incorporó al mercado de la aviación civil en 1975 fundando la compañía CAL Cargo Air Lines. Fue su presidente hasta 1977, cuando fue nombrado presidente de El Al, la línea aérea nacional israelí, un puesto que ocupó hasta 1979. Posteriormente fue designado presidente de Israel Aerospace Industries, principal fabricante en las industrias aeronáuticas de Israel. Murió el 29 de junio de 2003.